# Sentier de grande randonnée 86
Le sentier de grande randonnée 86 (GR 86) est long de 290 km et relie Toulouse à Bagnères-de-Luchon.
Il traverse 67 communes de la Haute-Garonne. C'est un chemin européen qui se prolongera jusqu'à Roda de Isábena en Espagne en passant par l’Hospice de France à Bagnères-de-Luchon.
Il part de la place du Capitole pour arriver devant les Thermes.

## Les principales étapes
Toulouse
 Rieumes
 Aurignac
 Saint-Bertrand-de-Comminges
 Bagnères-de-Luchon